# Uwe Ptok
Uwe Fritz Johann Ptok (* 21. Februar 1963) ist ein ehemaliger deutscher Fußballspieler. Für Rot-Weiss Essen und Preußen Münster lief der Mittelfeldspieler in insgesamt 51 Spielen der 2. Bundesliga auf und erzielte dabei ein Tor.

## Sportlicher Werdegang
Ptok kam über Eintracht Gelsenkirchen zum DSC Wanne-Eickel, mit dem er in der Oberliga Westfalen reüssierte. Als Vizemeister der Spielzeit 1984/85 hinter dem SC Eintracht Hamm qualifizierte er sich mit dem Verein für die Deutsche Amateurmeisterschaft 1985. Dort zog er mit der von Günter Luttrop trainierten Mannschaft um Peter Wieczorek, Detlef Mikolajczak, Jürgen Wielert und Ralf Regenbogen ins Endspiel gegen die Amateurmannschaft des SV Werder Bremen ein, das die unter anderem mit Gunnar Sauer, Dieter Eilts, Dirk Lellek und Frank Ordenewitz antretenden Hanseaten mit einem klaren 3:0-Erfolg für sich entschieden. Nach einem vierten Tabellenplatz im folgenden Jahr wechselte er in den Profifußball.
Einen Monat vor Beginn der Zweitliga-Spielzeit 1986/87 nahm Rot-Weiss Essen Ende Juni 1986 nach Trainer Horst Hrubesch, den von Bayer 04 Leverkusen verpflichteten Libero Dieter Bast und den von Zweitligaabsteiger MSV Duisburg verpflichteten Frank Saborowski Ptok unter Vertrag. Nach regelmäßigen Einsätzen zu Saisonbeginn verlor er nach einer Roten Karte bei der 1:3-Niederlage beim SC Freiburg am siebten Spieltag den Stammplatz. Zwischenzeitlich wieder eingesetzt kassierte er am 14. Spieltag bei seinem neunten Saisonspiel bei der 2:3-Niederlage gegen Hannover 96 seinen zweiten Platzverweis der Spielzeit und kam anschließend nur noch zu einem Saisoneinsatz. In der folgenden Spielzeit kam er unter Hrubeschs Nachfolgern Peter Neururer und Horst Franz zu keinen weiteren Spieleinsätzen in der zweithöchsten Spielklasse. Erst Lothar Buchmann verschaffte ihm gegen Saisonende Kurzeinsätze beim 3:1-Auswärtserfolg gegen den SSV Ulm 1846 sowie gegen Alemannia Aachen und einen Startelfeinsatz zum Saisonabschluss an der Seite von unter anderem Uwe Neuhaus, Willi Landgraf, Uwe Wegmann und Volker Abramczik.
In der Sommerpause kehrte Ptok in die Oberliga Westfalen zurück, wo er während der Spielzeit 1988/89 für den SC Hassel auflief. Während er mit dem Klub als Zwölfter die Klasse hielt, hatte er den Oberliga-Meister Preußen Münster auf sich aufmerksam gemacht und schloss sich dem Bundesliga-Gründungsmitglied nach dessen Aufstieg in die 2. Bundesliga an. Unter Trainer Elmar Müller sowie dessen Nachfolger Ernst Mareczek war er in der Zweitliga-Spielzeit 1989/90 nahezu unumstrittener Stammspieler, musste aber nach seiner dritten roten Karte in seiner Zweitligakarriere beim 2:1-Heimerfolg über die SpVgg Bayreuth Mitte Dezember 1989 zeitweise pausieren. Unter dem ab Sommer 1990 tätigen Cheftrainer Gerd Roggensack rückte er ins zweite Glied, nach einem erneuten Platzverweis in seinem zweiten Saisonspiel und einer 0:5-Niederlage am 10. Spieltag beim MSV Duisburg kam er nur zu vier Spieleinsätzen für den Klub im Saisonverlauf. 
Ab 1992 war Ptok Spielertrainer bei SuS Hervest, später trainierte er den Klub erneut mehrfach. Zudem war er unter anderem bei Grün-Weiß Barkenberg und Westfalia Gelsenkirchen tätig. Hauptberuflich arbeitet der in Borken Ansässige als Immobilienmakler.